# Giorgio Piola
Giorgio Piola (Génova, Liguria; 1 de noviembre de 1948) es un periodista, ilustrador y comentarista italiano de Fórmula 1.

## Carrera
Piola comenzó a informar en 1969 para la revista italiana La Gazzetta dello Sport, donde fue nombrado editor en jefe de la sección de automóviles de la revista. El Gran Premio de Mónaco de ese año fue la primera carrera de Fórmula 1 a la que asistió Piola, y en 1972 había comenzado a informar para varias otras publicaciones, incluidas la revista italiana Autosprint, la revista británica Autosport y la revista francesa Sport Auto. Desde entonces, Piola ha asistido a más de 800 Grandes Premios, proporcionando continuamente ilustraciones y dibujos técnicos de los monoplazas de Fórmula 1.
En 2020 explicó en una entrevista con la revista alemana Autosport que su pasión por el dibujo comenzó a una edad temprana, más tarde dedicó sus dibujos únicamente a los autos de F1, de los cuales su dibujo del Lotus 72 considera el más significativo. De 1994 a 2018, Piola publicó cada dos años un libro dedicado a analizar los detalles técnicos de los monoplazas de las dos últimas temporadas.
También ha sido comentarista para RAI Sport, incorporándose en 2013 como analista técnico hasta su marcha en 2017.

## Vida personal
Piola ingresó, pero no terminó la universidad, y finalmente la abandonó para asistir a los Grandes Premios de Fórmula 1. Habla con fluidez inglés y francés.